# Cieśnina De Longa
Cieśnina De Longa (ros. пролив Лонга, proliw Łonga) – cieśnina w Rosji; łączy Morze Wschodniosyberyjskie z Morzem Czukockim; oddziela Wyspę Wrangla od kontynentu azjatyckiego.
Długość cieśniny to 128 km, a szerokość w najwęższym miejscu 146 km; głębokość 36–50 m. Przez większą część roku pokryta jest lodem.
Zgodnie z nazewnictwem przyjętym przez Komisję Standaryzacji Nazw Geograficznych poza Granicami Rzeczypospolitej Polskiej cieśnina nosi nazwę De Longa i została nazwana na cześć amerykańskiego badacza polarnego, G. W. De Longa. Według encyklopedii Exploring Polar Frontiers: A Historical Encyclopedia cieśnina nazwana została imieniem amerykańskiego wielorybnika, Thomasa Longa.